# Le cose che non ho
| Recensione       | Giudizio |
| ---------------- | -------- |
| All Music Italia |          |
| Rockol           |          |

Le cose che non ho è il quarto album in studio del cantante italiano Marco Mengoni, pubblicato il 4 dicembre 2015 dalla Sony Music.

## Descrizione
Anticipato a metà ottobre 2015 dal singolo Ti ho voluto bene veramente, Le cose che non ho è la seconda ed ultima parte del progetto iniziato da Mengoni con l'album Parole in circolo, uscito a gennaio dello stesso anno, e si compone di undici brani, di cui due hanno visto la partecipazione in scrittura di Giuliano Sangiorgi dei Negramaro e della cantautrice australiana Sia.

Riguardo alla scelta del titolo dell'album, lo stesso artista ha spiegato:

## Tracce
1. Ricorderai l'amore – 4:01 (Marco Mengoni, Rory Di Benedetto)
2. Ti ho voluto bene veramente – 2:49 (Marco Mengoni, Fortunato Zampaglione)
3. Ad occhi chiusi – 4:10 (Marco Mengoni, Ermal Meta, Matt Simons, Andrew Allen)
4. Resti indifferente – 3:11 (Marco Mengoni, Rory Di Benedetto)
5. Parole in circolo – 3:51 (Marco Mengoni, Rory Di Benedetto, Maurizio Musumeci)
6. La nostra estate – 3:24 (Marco Mengoni, Ermal Meta, Dario Faini)
7. Solo due satelliti – 3:35 (Giuliano Sangiorgi)
8. Rock Bottom – 3:55 (Sia Furler, Chris Bride)
9. Le cose che non ho – 4:04 (Marco Mengoni, Ermal Meta)
10. Dove siamo – 3:19 (Marco Mengoni, Rory Di Benedetto, David Gibson, Fred Cox, Jon Mills, Kurtis McKenzie)
11. Nemmeno un grammo – 3:16 (Marco Mengoni, Ermal Meta, Antonio Filippelli)

## Formazione
- Marco Mengoni – voce, tastiera, programmazione, arrangiamento vocale e dei fiati
- Tim Pierce – chitarra elettrica, chitarra acustica
- Peter Cornacchia, Alessandro De Crescenzo – chitarra elettrica
- Sean Hurley, Giovanni Pallotti – basso
- Alex Alessandroni Jr., Jeff Babko – pianoforte, organo Hammond, Fender Rhodes
- Christian "Noochie" Rigano, Michele Canova Iorfida – tastiera, sintetizzatore, programmazione
- Blair Sinta – batteria
- Davide Sollazzi – batteria, pianoforte
- Francesco Minutello – tromba, arrangiamento fiati
- Mattia Dalla Pozza – sassofono, arrangiamento fiati
- Federico Pierantoni – trombone, arrangiamento fiati
- Marco Tamburini – tromba e arrangiamento fiati (traccia 3)
- Roberto Rossi – trombone e arrangiamento fiati (traccia 3)

## Classifiche

### Classifiche settimanali
| Classifica (2015) | Posizione massima |
| ----------------- | ----------------- |
| Italia            | 1                 |
| Svizzera          | 8                 |

### Classifiche di fine anno
| Classifica (2015) | Posizione |
| ----------------- | --------- |
| Italia            | 8         |
| Classifica (2016) | Posizione |
| Italia            | 14        |